# Horacio de la Peña
Horacio Armando de la Peña (Buenos Aires, 1 augustus 1966) is een voormalig professioneel tennisser uit Argentinië. Hij won vier ATP Tour-titels in het enkelspel gedurende zijn carrière. Na zijn loopbaan was hij werkzaam als tenniscoach, van onder anderen de Chileen Fernando González.

## Erelijst

### Enkelspel
| Nr.              | Jaar            | Toernooi      | Ondergrond | Tegenstander in finale | Score                   | Details |
| ---------------- | --------------- | ------------- | ---------- | ---------------------- | ----------------------- | ------- |
| Gewonnen finales |                 |               |            |                        |                         |         |
| 1                | 28 april 1985   | ATP Marbella  | Gravel     | Lawson Duncan          | 6–0, 6–3                | Details |
| 2                | 28 mei 1989     | ATP Florence  | Gravel     | Goran Ivanišević       | 6–4, 6–3                | Details |
| 3                | 5 augustus 1990 | ATP Kitzbühel | Gravel     | Karel Nováček          | 6–4, 7–6(7–4), 2–6, 6–2 | Details |
| 4                | 18 april 1993   | ATP Charlotte | Gravel     | Jaime Yzaga            | 3–6, 6–3, 6–4           | Details |
| Verloren finales |                 |               |            |                        |                         |         |
| 1                | 13 april 1986   | ATP Bari      | Gravel     | Kent Carlsson          | 5–7, 7–6, 5–7           | Details |
| 2                | 6 november 1988 | ATP São Paulo | Hardcourt  | Jay Berger             | 4–6, 4–6                | Details |

## Prestatietabel
| Legenda | Legenda                          |
| ------- | -------------------------------- |
| g.t.    | geen toernooi gehouden           |
| l.c.    | lagere categorie                 |
| –       | niet deelgenomen                 |
| G       | uitgeschakeld in de groepsfase   |
| 1R      | uitgeschakeld in de eerste ronde |
| 2R      | uitgeschakeld in de tweede ronde |
| 3R      | uitgeschakeld in de derde ronde  |
| 4R      | uitgeschakeld in de vierde ronde |
| KF      | uitgeschakeld in de kwartfinale  |
| HF      | uitgeschakeld in de halve finale |
| F       | de finale verloren               |
| W       | het toernooi gewonnen            |
| w-v     | winst/verlies-balans             |

### Prestatietabel grand slam, enkelspel
| Toernooi        | 1984 | 1985 | 1986 | 1987 | 1988 | 1989 | 1990 | 1991 | 1992 | 1993 | 1994 |
| --------------- | ---- | ---- | ---- | ---- | ---- | ---- | ---- | ---- | ---- | ---- | ---- |
| Australian Open | –    | –    | –    | –    | –    | 2R   | 1R   | –    | 1R   | –    | –    |
| Roland Garros   | 1R   | 2R   | 4R   | 3R   | 3R   | 2R   | –    | 1R   | 1R   | 2R   | 1R   |
| Wimbledon       | –    | –    | –    | –    | 1R   | 1R   | –    | –    | 1R   | 1R   | –    |
| US Open         | –    | 3R   | 2R   | –    | 1R   | 1R   | –    | –    | –    | –    | –    |